# Muzeul Municipiului Carei
Muzeul Municipiului Carei este un muzeu județean din Carei, amplasat în Piața 25 Octombrie nr. 1. Construcția datează din anul 1482, când s-a ridicat mai întâi o casă întărită. În anul 1592, în fața pericolului turcesc, aceasta se transformă în cetate, cu șanțuri de apărare și bastioane în formă patrulateră. Cetatea este dărâmată în anul 1794 în locul ei fiind ridicat un castel, reședință a nobililor Károly. În anul 1894 castelul se reface în forma în care se păstreză și astăzi. Înființat sub numele de Muzeu Raional, devine muzeu orășenesc în 1985 și intră sub administrația Complexului Muzeal Județean. Patrimoniul s-a format prin cercetări și colectări efectuate în zona Carei. Monument de arhitectură, castelul Karoly, în care se află muzeul, a fost construit între anii 1892 - 1894. În prezent se află în restaurare. Sunt expuse unelte, arme, ceramică pictată, un mormânt dublu de înhumație din cultura Otomani (Altmannsdorf); piese de paleontologie, malacologie și ornitologie din zona Careiului.
Clădirea muzeului este declarată monument istoric, având codul SM-II-m-A-05280.01. Monument de arhitectură, castelul Karoly, a fost construit între anii 1892 - 1894. În prezent se află în restaurare.